# ليشمانية أثيوبية
الليشمانية الأثيوبية أو الليشمانيا الأثيوبية (بالإنجليزية: Leishmania aethiopica)‏ هي إحدى أنواع ليشمانيا العالم القديم، وترتبط مع داء الليشمانيات الجلدي المعروف باسم «قرحة الشَرق».